# Robertia
Genre
Robertia est un genre éteint de dicynodontes primitifs, l'un des premiers membres de ce groupe, il appartient à la famille des Pylaecephalidae ou Diictodontidae. Ses fossiles ont été découverts en Afrique du Sud dans des couches du Permien moyen et supérieur.
L'espèce type, Robertia broomiana, a été découverte dans des niveaux stratigraphiques qui livrent également un dinocéphale, Tapinocephalus.

## Systématique
Le genre Robertia a été créé en 1948 par le paléontologue sud-africain Lieuwe Dirk Boonstra (1905-1975) avec pour espèce type Robertia broomiana.
Ne pas confondre ce genre de dicynodontes primitifs avec le genre végétal Robertia A.Rich., synonyme d’Hypochaeris (famille des Asteraceae).  

## Description
Robertia possédait un toit de crâne modérément large, de petites dents postcaniques, et l'os palatin du toit de sa bouche n'était pas aussi réduit que chez son parent plus évolué, Diictodon. Il y avait une encoche immédiatement devant les canines de la mâchoire supérieure, semblables à des défenses, qui auraient probablement retenu des matières végétales tenaces, telles que des tiges et des brindilles, avant que l'animal les sectionne avec son bec corné.

## Liste d'espèces
Selon Paleobiology Database (29 avril 2022) :
- † Robertia antjiesfonteinensis Toerien, 1953
- † Robertia broomiana Boonstra, 1948 - espèce type